# Dixonius aaronbaueri
Dixonius aaronbaueri là một loài thằn lằn trong họ Gekkonidae. Loài này được Ngo & Ziegler mô tả khoa học đầu tiên năm 2009.